# Elecciones estatales de Tamaulipas de 1974
Las Elecciones estatales de Tamaulipas de 1974 se llevaron a cabo el domingo 1 de diciembre de 1974 y en ellas se renovaron los siguientes cargos de elección popular en el estado mexicano de Tamaulipas:
- Gobernador de Tamaulipas. Titular del poder ejecutivo del estado, electo para un periodo de seis años no reelegibles en ningún caso. El candidato electo fue Enrique Cárdenas González.
- 43 ayuntamientos. Compuestos por un presidente municipal y regidores, electos para un periodo de tres años no reelegibles para el periodo inmediato.
- 11 diputados al Congreso del Estado. Electos por mayoría relativa en cada uno de los distritos electorales.

## Resultados Electorales
Gobernador
|  | 78.02 % |

|  | 14.97 % |

|  | 6.85 % |

|  | 0.15 % |

|  | 0.00 % |

|  | 0.00 % |

|  | 100.00 % |

### Ayuntamientos[2]
| Partido | Partido                                     | Municipios |
| ------- | ------------------------------------------- | ---------- |
|         | Partido Revolucionario Institucional        | 42         |
|         | Partido Auténtico de la Revolución Mexicana | 1          |

| Municipio          | Partido | Alcalde (1975-1977)             |
| ------------------ | ------- | ------------------------------- |
| Abasolo            |         | Candelario Betancurt González   |
| Aldama             |         | Julio Galván Alemán             |
| Altamira           |         | Armando Martínez Saucedo        |
| Antiguo Morelos    |         | Leobardo Infante Ventura        |
| Burgos             |         | Jesús Galvan Alcala             |
| Bustamante         |         | Melitón Trejo Reyna             |
| Camargo            |         | Jesús Rodríguez Romo            |
| Casas              |         | Santiago Martínez               |
| Ciudad Madero      |         | Hugo Barba Islas                |
| Cruillas           |         | Desconocido                     |
| Gómez Farías       |         | Félix Reyes Rodríguez           |
| González           |         | Antonio Rodríguez González      |
| Güémez             |         | Fernando Olazarán               |
| Guerrero           |         | Desconocido                     |
| Gustavo Díaz Ordaz |         | Elián Castro Medina             |
| Hidalgo            |         | Fernando Rincón Rodríguez       |
| Jaumave            |         | Luis Castro Puente              |
| Jiménez            |         | Jesús Marín Barba               |
| Llera              |         | Urbano Saldaña García           |
| Mainero            |         | Felicitas González Cuéllar      |
| Mante              |         | Roberto Ramiro Caballero        |
| Matamoros          |         | Guillermo Guajardo González     |
| Méndez             |         | José Gutiérrez Vela             |
| Mier               |         | Francisco Rodríguez Cavazos     |
| Miguel Alemán      |         | Placido Ambrosio Ramírez Acosta |
| Miquihuana         |         | Gonzalo Lumbreras del Valle     |
| Nuevo Laredo       |         | Carlos Enrique Cantú Rosas      |
| Nuevo Morelos      |         | Ursulo Lara Juárez              |
| Ocampo             |         | Raymundo Castillo Guzmán        |
| Padilla            |         | Vicente Cepeda Rodríguez        |
| Palmillas          |         | Nicolás Silva Camacho           |
| Reynosa            |         | Leonel Tavares de la Garza      |
| Río Bravo          |         | Gilberto Silva Espinoza         |
| San Carlos         |         | Cándido Narváez Rodríguez       |
| San Fernando       |         | Federico García Glaván          |
| San Nicolás        |         | María Concepción Salazar        |
| Soto la Marina     |         | Leonel Tavarez de la Garza      |
| Tampico            |         | Carlos González Moreno          |
| Tula               |         | Desconocido                     |
| Valle Hermoso      |         | Ciro Gutiérrez Perales          |
| Victoria           |         | Magdaleno Mata Blanco           |
| Villagrán          |         | Vicente Sánchez Presas          |
| Xicoténcatl        |         | Pedro Barrón Sánchez            |

### Diputados al Congreso
| Partido                                                              | Partido | Mayoría relativa | Total |
| -------------------------------------------------------------------- | ------- | ---------------- | ----- |
|                                                                      | PRI     | 10               | 10    |
|                                                                      | PARM    | 1                | 1     |
|                                                                      | PPS     | 0                | 0     |
|                                                                      | PAN     | 0                | 0     |
| Fuente: Legislaturas del Congreso del Estado de Tamaulipas 1920-1998 |         |                  |       |